# Zamek w Bobolicach
Zamek w Bobolicach (Zamek Bobolice) –  zamek warowny, zlokalizowany we wsi Bobolice w województwie śląskim, w powiecie myszkowskim. Wzniesiony w połowie XIV wieku, na polecenie Kazimierza III Wielkiego, jako część systemu obronnego Orlich Gniazd. Leży na skalistym wzgórzu o wysokości 360 m n.p.m. na Wyżynie Krakowsko-Częstochowskiej. Odbudowany z ruiny na początku XXI wieku.
Decyzją z 8 lutego 1961 r. ówczesne ruiny zamku wpisano do rejestru zabytków; po odbudowie zamku dokonanej w XXI w. wpisu w rejestrze nie zmieniono (stan na maj 2025).

## Historia

### XIV wiek

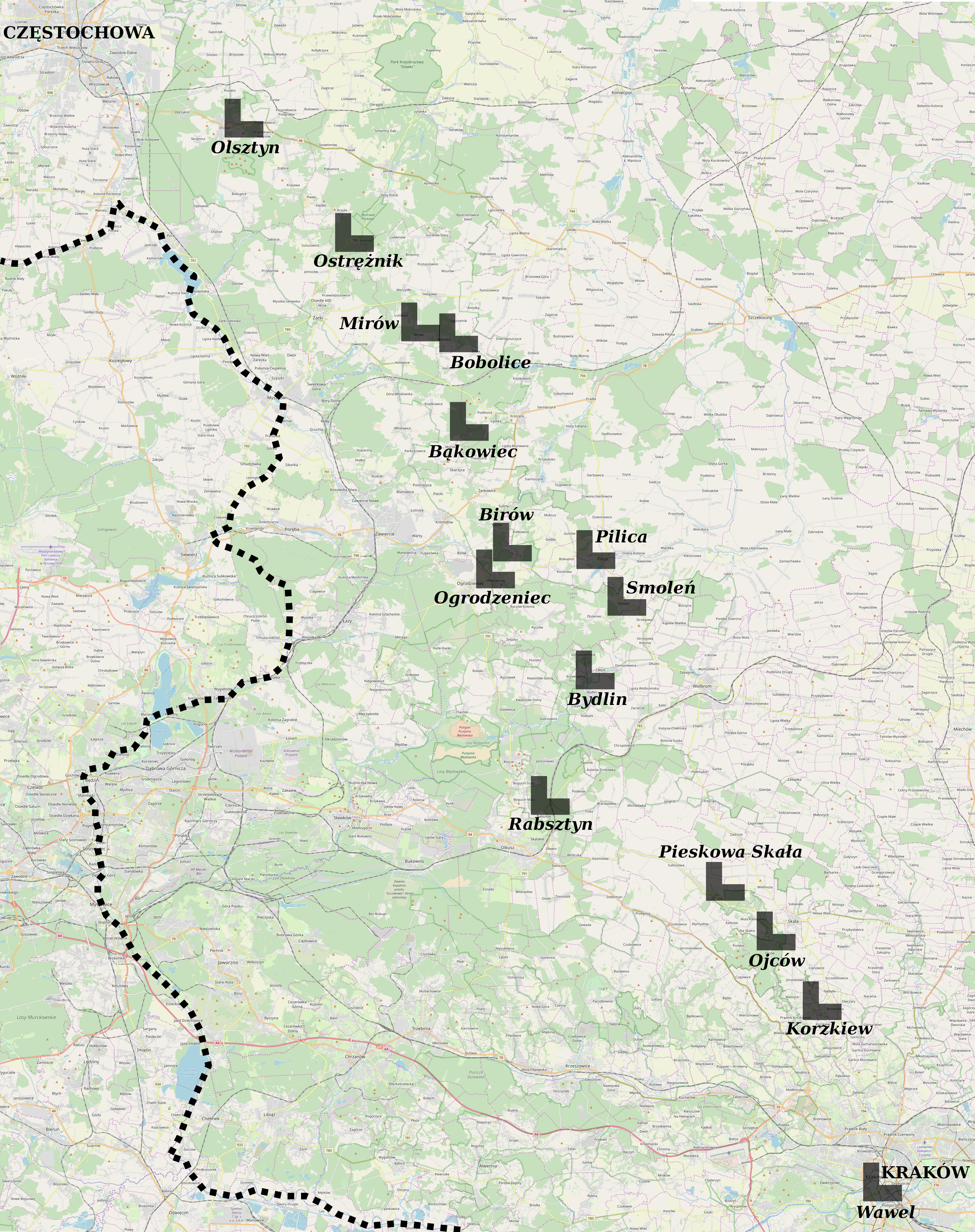
Orle Gniazda

Według przekazów Jana z Czarnkowa i Jana Długosza, zamek został wzniesiony przez króla Kazimierza III Wielkiego, w ramach systemu obronnego granicy Korony Królestwa Polskiego od strony Śląska (tzw. Orle Gniazda).
W dokumentach historycznych brak jest dokładnych wzmianek dotyczących daty budowy zamku, jednakże, opierając się na analizie wydarzeń historycznych oraz poszczególnych etapów życia Kazimierza Wielkiego, można stosunkowo precyzyjnie ustalić, że musiało to nastąpić w latach 1350–1352.
Po bezpotomnej śmierci Kazimierza, majętność przeszła pod władanie jego siostrzeńca i nowego króla Polski – Ludwika Węgierskiego, który w 1370 roku, z okazji swej koronacji, nadał zamek na prawie lennym Władysławowi, księciu opolskiemu, który z kolei włączył zamek wraz z przynależnymi do niego ziemiami do księstwa wieluńskiego.
W 1379 roku Władysław przekazał zamek i otaczające grunty, pochodzącemu z Węgier, Andrzejowi Schony de Barlabas, zwanego również Andrzejem Węgrem. W późniejszych latach, Andrzej tytułował się mianem „z Bobolic”, od władanych przez niego ziem.
Król Ludwik zmarł w 1382 roku nie pozostawiając po sobie męskiego potomka, z tego względu sukcesorem królestwa pozostała najmłodsza córka, Jadwiga z Andegawenów. Podczas odbywającego się w 1383 roku zjazdu politycznego w Sieradzu, polska szlachta wystosowała postulat, który miał na celu zobowiązanie przyszłej królowej Polski, do przywrócenia Królestwu Polskiemu zamku w Bobolicach oraz innych zamków i miast, które ojciec Jadwigi, nadał wspomnianemu wcześniej Władysławowi.
Jadwiga przejęła tron królestwa w 1384 roku w wieku 11 lat. W 1386 roku, bierze ślub z wielkim księciem litewskim Jagiełłą, który jeszcze w tym samym roku zostaje koronowany jako król Polski – Władysław II. Zobowiązanie Jadwigi do odzyskania zamku bobolickiego zostało spełnione w okolicach 1396 roku, przez jej męża, który w trakcie trwającej z księciem opolskim Władysławem, wojnie, zdobył Opole, po trwającym oblężeniu.
Andrzejowi z Bobolic udało się bez szwanku przetrwać ten konflikt. Już podczas trwania wojny pomiędzy Władysławami, układa sobie poprawne stosunki z królem. W 1394 roku udało mu się otrzymać prawo do zarządzania swoimi majątkami według niemieckiego systemu prawnego. Jagiełło uznał tym samym własność Andrzeja do zamku Bobolice i zagwarantował sobie jego lojalność.

### XV wiek

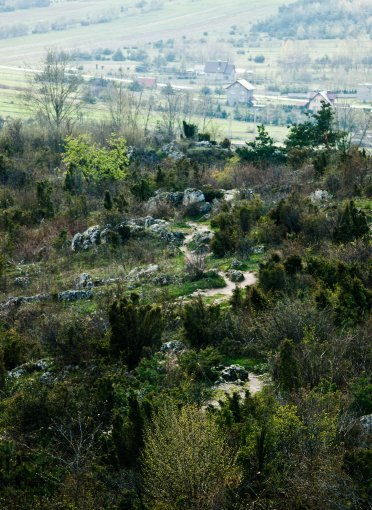
Pozostałości ścieżki łączącej zamek w Mirowie z zamkiem w Bobolicach

Andrzej ożenił się z bliżej nieznaną Małgorzatą, z którą miał córkę o imieniu Anna. W pewnym czasie stało się pewne, że Andrzej nie pozostawi po sobie żadnego męskiego potomka, z tego powodu, jego córka, podczas zaślubin ze Stanisławem Szafrańcem z Młodziejowic herbu Starykoń, otrzymała w wianie zamek Bobolice, wraz z licznymi okolicznymi dobrami.
W 1408 roku umiera Stanisław Szafraniec, pozostawiając po sobie niepełnoletniego wówczas syna, również Stanisława. Anna z Bobolic wyszła drugi raz za mąż, za Mściwoja z Wierzchowisk herbu Lis II. Rok później zostaje zawarte porozumienie pomiędzy młodym Stanisławem Szafrańcem z Młodziejowic a jego matką i drugim mężem. Zgodnie z tym porozumieniem zamek Bobolice zostanie podzielony po połowie między Stanisławem a jego matką, po osiągnięciu przez niego pełnoletności. Wkrótce, bo w 1413 roku, umiera również sam Andrzej z Bobolic, na którym zakończyło się istnienie rodu Schony de Barlabas herbu Amadej w linii męskiej.
Do ostatecznego przypieczętowania podziału ziem doszło w 1426 roku, kiedy to część zamku należącą do Anny z Bobolic przejmują jej dzieci z drugiego małżeństwa – Andrzej, Dorota, Anna, Elżbieta i Katarzyna, wraz z ich ojcem Mściwojem. Zgodnie z zapisem sądowym, obie strony miały podzielić się zamkiem po połowie, stając się tym samym własnością dwóch rodów. Prawomocność umowy została zakłócona w 1441 roku, kiedy to Andrzej z Wierzchowisk, syn Mściwoja, wraz z „trzydziestką szlachty i setką pomocników”, napadł zbrojnie na zamek i zrabował przyrodniemu bratu zboże oraz bydło. Spór zakończył się dopiero w 1445 roku, kiedy to Mściwój z synem Andrzejem sprzedali swoją połowę Piotrowi Szafrańcowi z Pieskowej Skały, za „700 grzywien i 2 konie, o wartości 100 grzywien każdy”.
Wkrótce jednak, Piotr Szafraniec oddaje w zastaw Florianowi z Knyszyna herbu Jelita swoje dobra majątkowe, w tym zamek w Bobolicach, długu najwidoczniej nie udało mu się spłacić, ponieważ w 1447 roku odsprzedał zamek Andrzejowi Tresce herbu własnego. Treska dokonuje rozbudowy zamku, powiększa jego część mieszkalną i zabudowania majdanu gospodarczego. W tym czasie charakter zamku zmienił się do roli punktu administracji okolicznych dóbr rodu Tresków. Budowla nadal pełniła znaczną rolę w perspektywie obronności Królestwa Polskiego, albowiem w roku 1456 zobowiązany był do wystawienia dwóch pieszych rycerzy na potrzeby wojenne.
W 1484 roku Andrzej Treska umiera, a jego synowie – Serafin i Jerzy, jeszcze w tym samym roku oddają Bobolice w zastaw, za 1000 florenów węgierskich, Andrzejowi Rzeszowskiemu herbu Półkozic. Niedługo później, ci sami bracia, musieli sprzedać zamek Andrzejowi, Janowi i Stanisławowi, synom wówczas nieżyjącego, Andrzeja Rzeszowskiego. Transakcja opiewała na 600 florenów węgierskich. W 1486 roku, Rzeszowscy sprzedali zamek za 1600 florenów węgierskich Mikołajowi Krezie herbu Ostoja wraz z innymi włościami.

### XVI wiek
Mikołaj Kreza starszy zmarł w 1506 roku, wówczas właścicielem zamku został jego syn, również Mikołaj, mąż Anny Szafraniec herbu Starykoń. W okolicach 1560 roku zamek w Bobolicach zostaje przebudowany, tracąc przy tym swój średniowieczny charakter i zajmując rolę rezydencji rodzinnej. Krezowie najprawdopodobniej dostosowali zamek do warunków mieszkalnych, rozbudowując przede wszystkim te partie, które służyły wygodzie mieszkańców'.

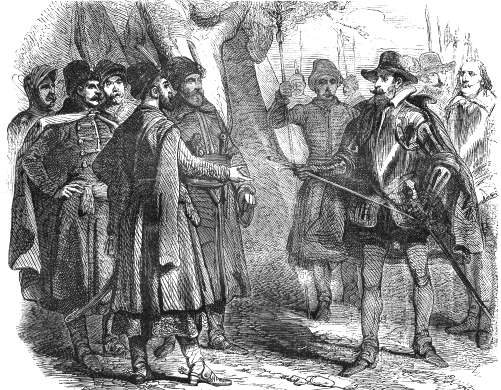
Jan Zamoyski bierze do niewoli arcyksięcia Maksymiliana III Habsburga w 1588 roku

Mikołaj Kreza młodszy zmarł w 1567 roku, a w 16 marca 1574 roku jego synowie dokonali w Krakowie podziału dóbr rodzinnych. Zamek przypadł najstarszemu z synów, Janowi Krezie. Jan poślubił księżniczkę, Małgorzatę z rodu Sanguszków herbu własnego i planował rozbudować swoją rezydencję.
Plany zostały pokrzyżowane w grudniu 1587 roku, kiedy to pretendent do polskiego tronu, arcyksiążę Maksymilian III Habsburg, najechał na zamek bobolicki. Niektóre wzmianki opisują znaczne szkody, jakie doznał zamek podczas najazdu, choć publikacje naukowe wykluczają taki przebieg wydarzeń. W rzeczywistości zamek został poddany przez ówczesnych właścicieli, przez co udało mu się uniknąć ewentualnych szkód. W styczniu 1588 roku został ostatecznie odbity przez wojska hetmana Jana Zamoyskiego herbu Jelita.
Jan Kreza mocno zadłużył cały swój majątek u Walentego Tęgoborskiego, Jana Kuczkowskiego, Stanisława Giebułtowskiego, Floriana Cieklińskiego i Mikołaja Silnickiego, którzy sprzedali w 1588 roku, zajęte ziemie wraz z Zamkiem Bobolice, archidiakonowi, Stanisławowi Fogelwederowi herbu własnego, co 26 marca 1589 roku zeznał przez sądem hrabia Stanisław Tarnowski herbu Leliwa, a następnie potwierdził król Zygmunt III Waza.

### XVII wiek

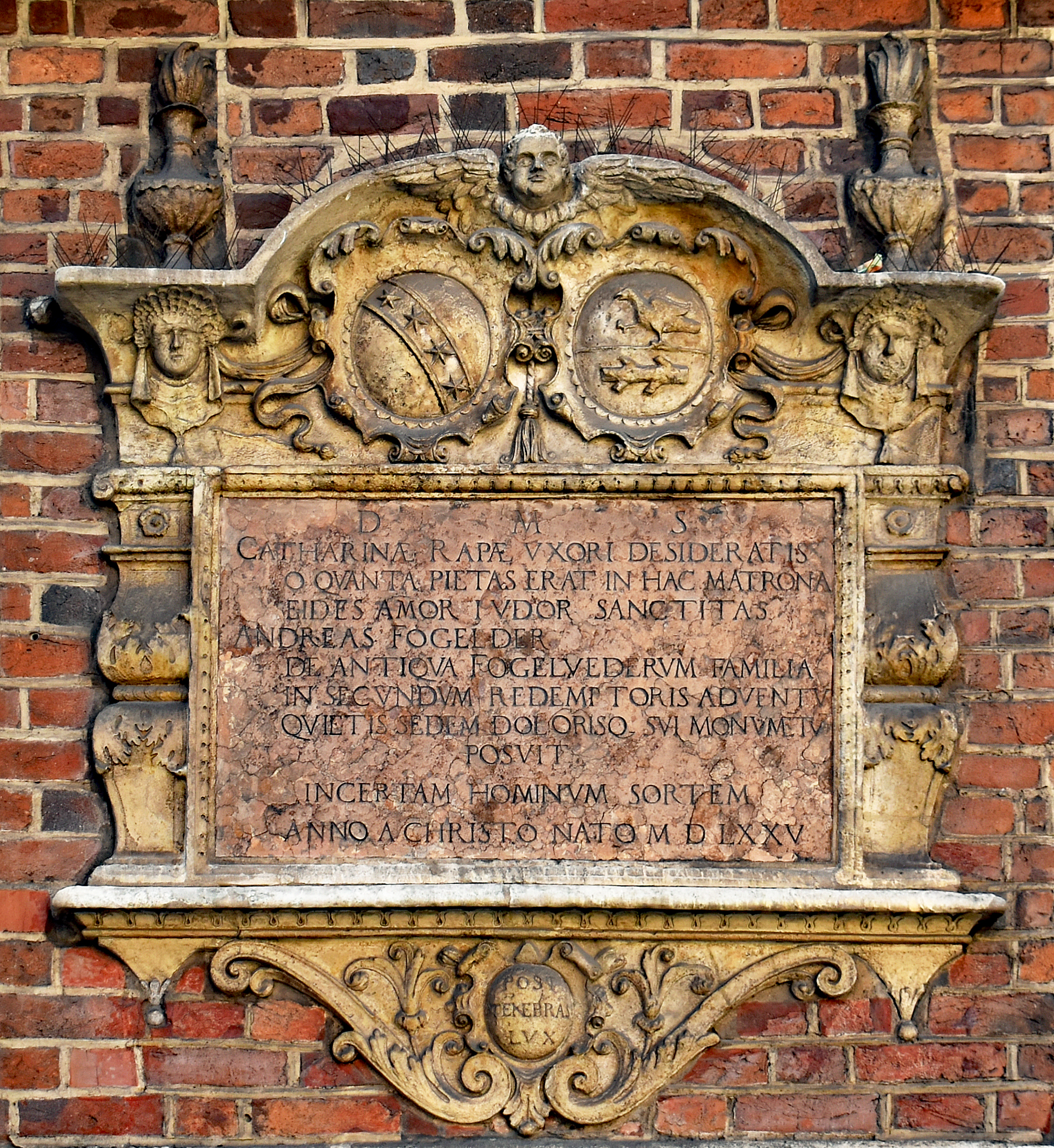
Epitafium Katarzyny Fogelweder z 1575 roku na dawnym Cmentarzu Mariackim

Fogelwederowie herbu własnego należeli do najznakomitszych rodzin na polskim dworze. Była to szwajcarska rodzina z miasta St. Gallen, która do Polski przybyła już w XV wieku. Wspomniany Stanisław Fogelweder, wszystkie swoje dobra przekazał bratankom – Andrzejowi, Justowi i Stanisławowi. Widocznie zamek bobolicki przypadł Stanisławowi, ponieważ w źródłach historycznych występuje jako dziedzic Bobolic. Z tym tytułem występuje również Bogusław Fogelweder, syn wspomnianego Stanisława i Elżbiety Bużyńskiej herbu Lis. Fogelwederowie dokonują znacznej przebudowy Zamku Bobolice i nadają mu nową formę, która przetrwa w niezmienionym kształcie do początków XIX wieku.

Bogusław Fogelweder zmarł w 1618 roku. Pozostawił po sobie dwójkę dzieci, Marcina oraz Annę. Choć zgodnie z zapisami historycznymi Marcin opisywany jest jako dziedzic Bobolic, ostatecznie zamek musiał przypaść Annie, skąd trafił do rodziny Chodakowskich herbu Dołęga, w wyniku jej małżeństwa ze Stanisławem Chodakowskim.

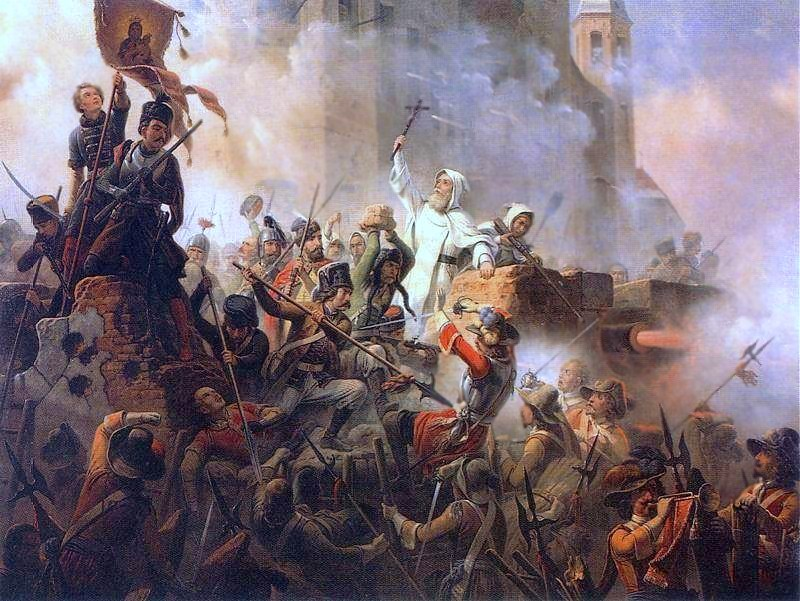
Obrona Jasnej Góry podczas potopu szwedzkiego, obraz Januarego Suchodolskiego (1655)

Publikacje internetowe formułują hipotezę, zgodnie z którą w 1657 roku zamek miał zostać zdobyty i zniszczony przez wojska szwedzkie podczas potopu szwedzkiego, a od tego czasu pozostawał niezamieszkany. Historycy próbują uzasadnić tezę o spaleniu zamku przez Szwedów w 1657 roku faktem, że w 1683 roku, przed wyruszeniem na bitwę pod Wiedniem, król Jan III Sobieski, zamiast nocować w bobolickim zamku, zdecydował się na nocleg pod namiotem. Informacje te należy traktować ze szczególnym dystansem, ponieważ nie istnieją żadne źródła historyczne, które mogą potwierdzić taki przebieg wydarzeń.
Stanisław Chodakowski i Anna Fogelweder pozostawili po sobie pięcioro potomków: synów Adama, Jana, Kazimierza i Bogusława oraz córkę, Konstancję Barbarę. W 1671 roku Konstancja pozwała swoich braci o należną jej część Bobolic.
W 1674 roku rodzeństwo ostatecznie dzieli majątek w taki sposób, że twierdza staje się własnością Bogusława Chodakowskiego. Bogusław ożenił się z Marią Magdaleną von Rauthen h. wł., z którą ma troje dzieci – Konstancję, Mikołaja i Jerzego. Ten stan rzeczy jeszcze bardziej komplikuje rodzinny podział majątku, z tego powodu rodzeństwo decyduje się wydzierżawić majątek Bobolice, wraz z zamkiem, Janowi Franciszkowi Rutkowskiemu herbu Pobóg, podstolemu dobrzyńskiemu. Dzierżawę potwierdza zachowany inwentarz z 1700 roku, zgodnie z którym Rutkowski wykorzystywał zamek dla potrzeb mieszkalnych i gospodarczych.
Jeszcze w 1690 roku majątek Bobolice pozostawał w rękach Rutkowskiego, jednakże z powodu znacznego zadłużenia zapisy na nim mają Młodzianowscy, Kozicka, Zalewski, Dawidowicz, Salomonowicz, oraz Kazimierz Męciński, choć w rzeczywistości zamek jest własnością dwóch właścicieli – w połowie Kazimierza Męcińskiego i w połowie Jerzego Chodakowskiego.

### XVIII wiek
Ostatecznie zamek zostaje odebrany spod dzierżawy Rutkowskiego, a część należąca do Chodakowskich, zgodnie z zachowanymi aktami rodowymi z Biblioteki Kórnickiej, została wykupiona przez Kazimierza Józefa Męcińskiego (zm. 1703). Następnie, posiadłość trafiła w ręce jego syna, Wojciecha Męcińskiego (1691–1752), który z kolei pozostawił ją swemu synowi, Adamowi Męcińskiemu (1740–1805).
W 1801 roku, Adam Męciński, jako pierwszy członek swojego rodu, uzyskał dziedziczny tytuł hrabiowski (zob.: Męciński) w Galicji. Gdy zmarł, dobra podzielili między sobą jego synowie – Wojciech, Stanisław i Jan. W dniu 26 marca 1808 roku dokonano ostatecznego podziału majątku. Zgodnie z umową, jedynym właścicielem dóbr rozpościerających się wokół Żarek (w tym Bobolic) miał zostać hrabia Jan Męciński, w zamian za co zobowiązał się zapłacić braciom 1.270.000 złotych.

### XIX wiek

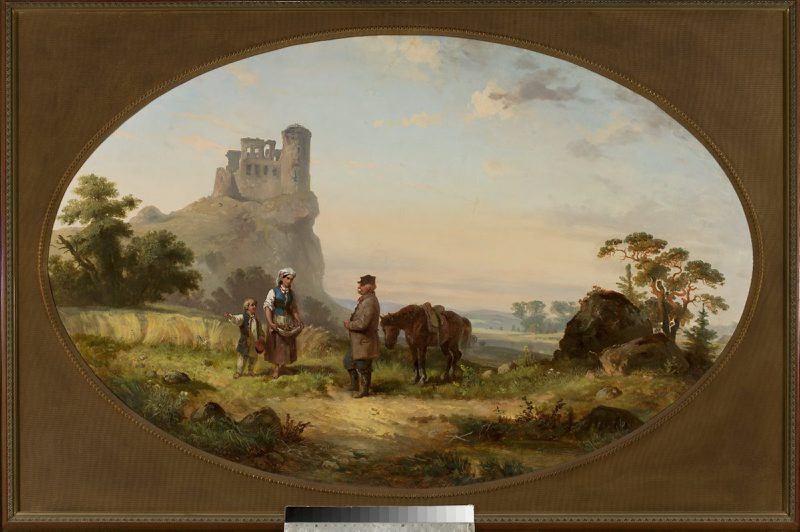
Zamek w Bobolicach na obrazie
Z grzybobrania, autorstwa Franciszka Kostrzewskiego (1862)

W dniu 29 maja 1806 roku hrabia Wojciech Męciński (1760–1839) kupuje dobra Bobolice i Niegowa od swojego brata, hrabiego Jana Męcińskiego, za kwotę 700.000 złotych. 17 lutego 1838 roku Wojciech sprzedaje zamek Bobolice Tomaszowi Teofilowi Jarzyńskiemu za kwotę 10.000 ówczesnych złotych.
Tomasz urodził się w 1792 roku we Włodowicach. W 1828 roku wziął ślub z Marianną z Romanowskich w Krakowie, skąd przeprowadził się w stronę ziem bobolickich. Miał dwóch synów, Włodzimierza i Feliksa Jarzyńskich.
Feliks urodził się w 1830 roku. W maju 1857 roku, w Częstochowie, żeni się z Teofilą Kułakowską. Z tego związku rodzi się dwóch synów – Władysław Paweł (ur. 1861) i Tadeusz Tomasz (ur. 1867). Po śmierci ojca, Feliks odziedziczył zamek w Bobolicach i jego pozostały majątek. Dokument Kancelarii Rejenta Okręgu Lelowskiego w Żarkach, sporządzony 25 października 1860 roku, wymienia Feliksa jako jedynego żyjącego spadkobiercę jego ojca i potwierdza dziedziczenie majątku Bobolice.
31 stycznia 1864 roku zamek w Bobolicach, wraz z innymi ziemiami i posiadłościami Feliksa, kupuje Antonina Gadomska z Broniewskich, za łączną sumę 97.500 rubli. 2 marca tego samego roku został wydany przez cara, Aleksandra II Romanowa, ukaz uwłaszczeniowy, który nadawał chłopom prawa wieczystej własności do użytkowanej przez nich ziemi.

W 1867 roku Antonina Gadomska oddała w wieczystą dzierżawę zamek Bobolice wraz z przynależnymi działkami, częścią folwarku i stawem, miejscowym chłopom – Tomaszowi i Mariannie Baryłom.

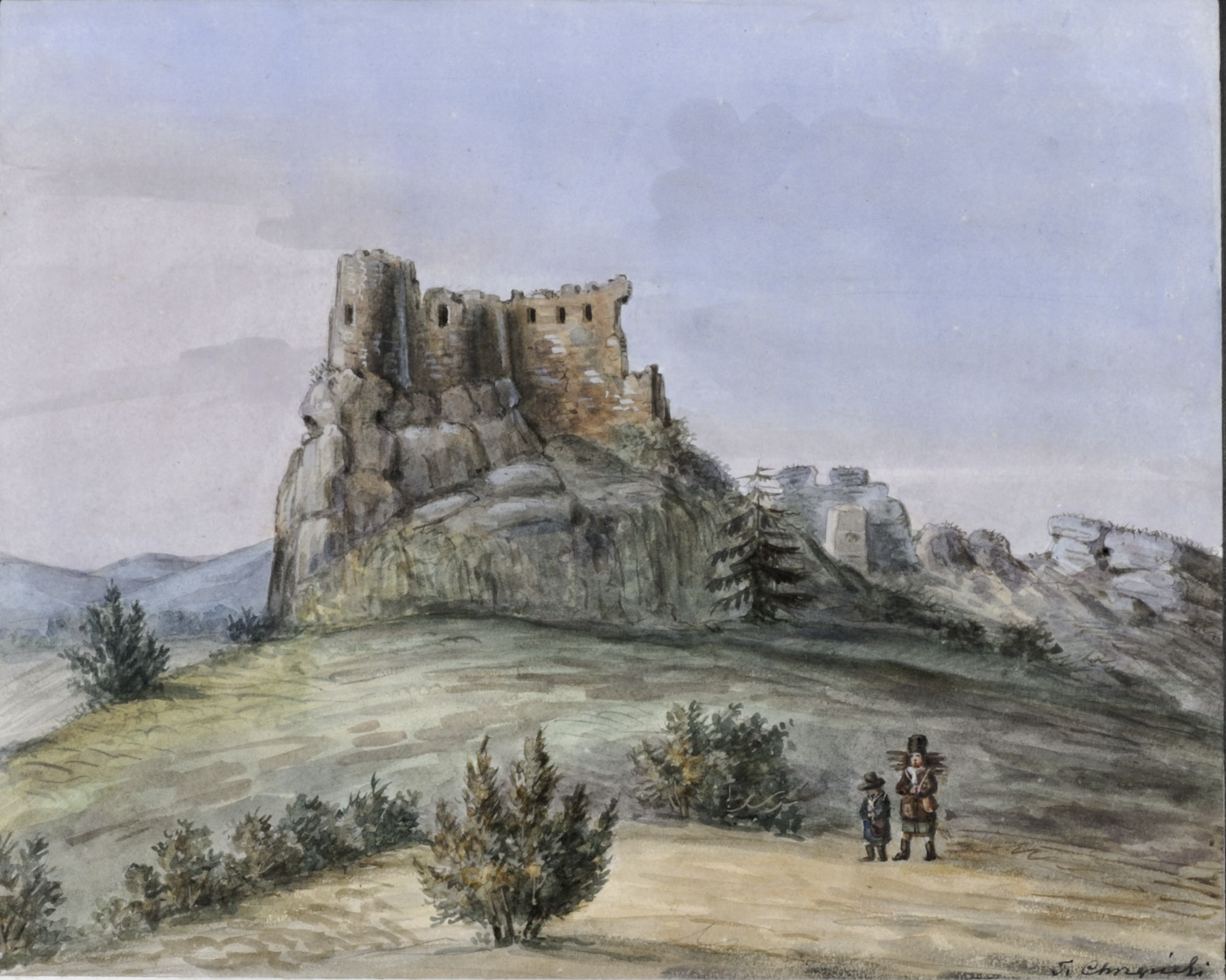
Ruina zamku w Bobolicach od północy, akwarela Teodora Chrząńskiego (ok. 1850)
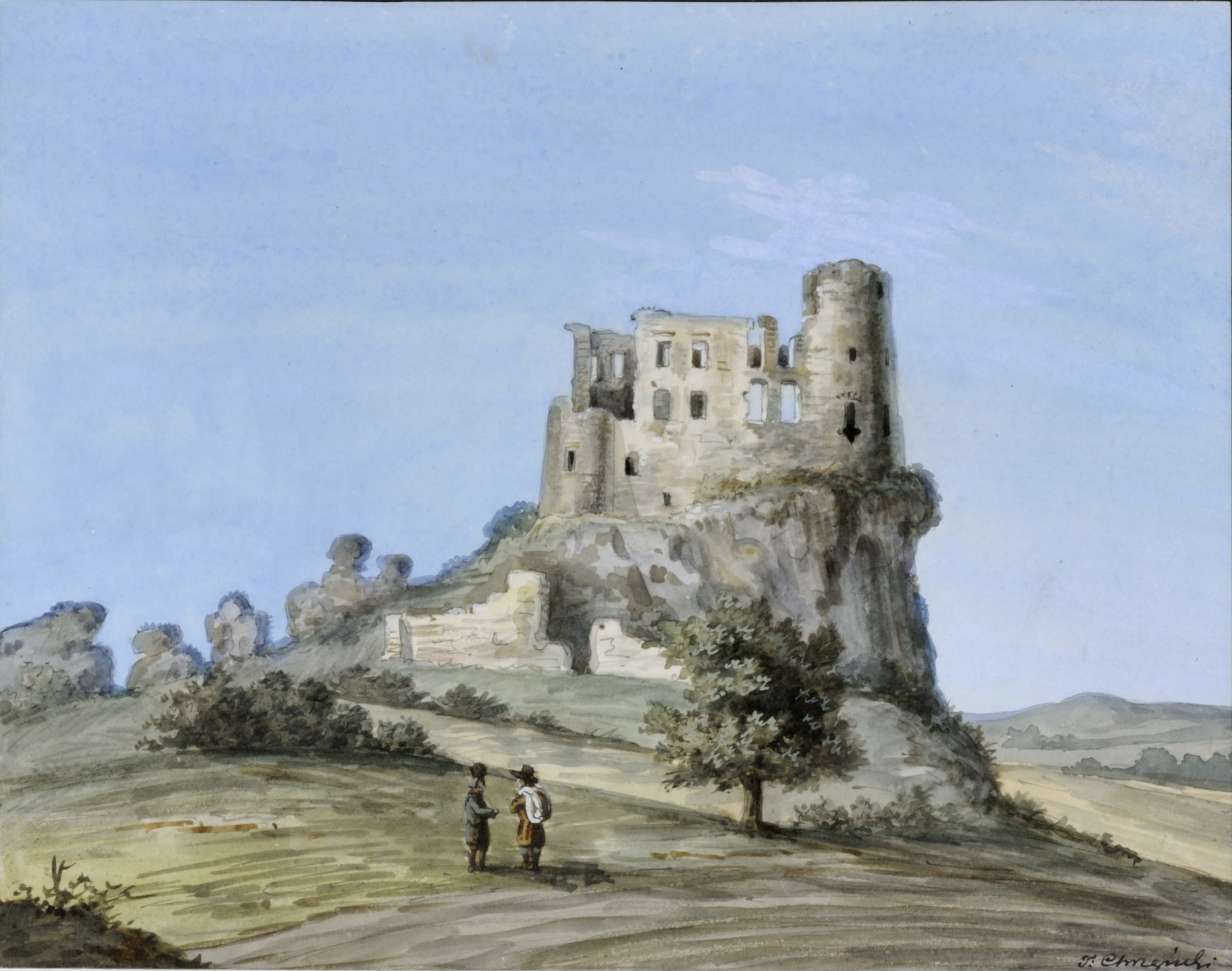
Ruina zamku w Bobolicach od południa, akwarela Teodora Chrząńskiego (ok. 1850)
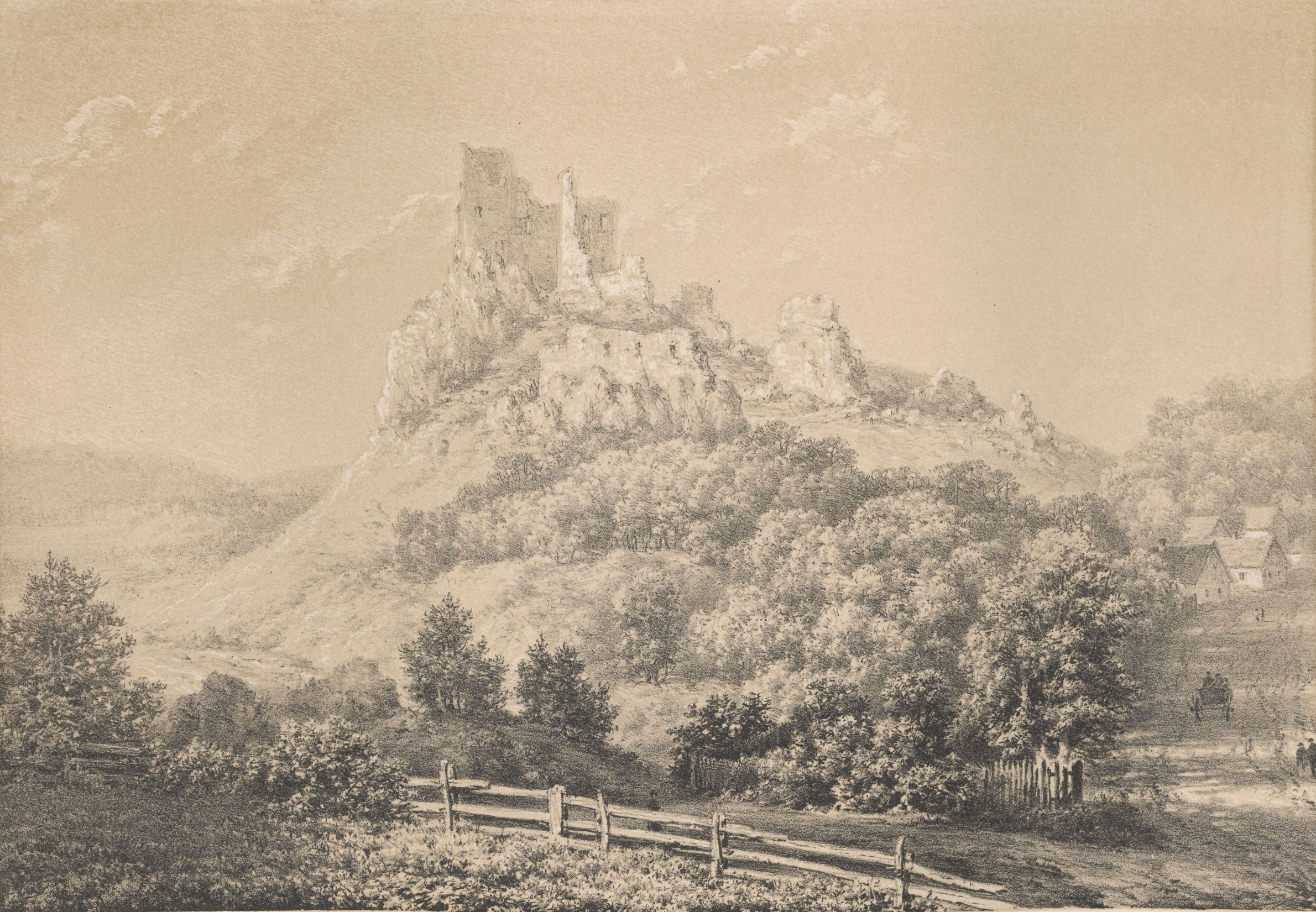
Bobolice, rysunek Napoleona Ordy (ok. 1881)

### XX wiek
W okresie dwudziestolecia międzywojennego budowla była dwukrotnie inwentaryzowana – w 1919 roku i 1922 roku. W 1932 roku, na bazie rozporządzenia prezydenta z 6 marca 1928 roku, Kielecki Urząd Wojewódzki uznaje zamek w Bobolicach za zabytek, wpisując przy tym Ignacego Baryłę, potomka wspomnianych Baryłów, jako jego właściciela.
W latach 90. XX wieku szeroką uwagę polskich mediów przyciągnęła sprawa sądowa, dotycząca własności zamku w Bobolicach. Przedmiotem sporu było ustalenie praw do zamku, a sąd uznał za wiarygodność dokumentów, kolejnego potomka rodziny Baryłów, która w poprzednim wieku otrzymała zamek z rąk Antoniny Gadomskiej.

W 1996 roku, bracia Jarosław Lasecki i Dariusz Lasecki, nabyli od Wacława Baryły ruiny zamku bobolickiego, z zamiarem zabezpieczenia murów i uratowania przed całkowitą ruiną. Prace badawcze wykazały, że jedynym sposobem uratowania zamku przed permanentną dewastacją będzie odtworzenie jego wyglądu z okresu świetności. W 1999 roku bracia Laseccy ostatecznie zawierają akt notarialny z Markiem Baryłą, synem Wacława Baryły. 

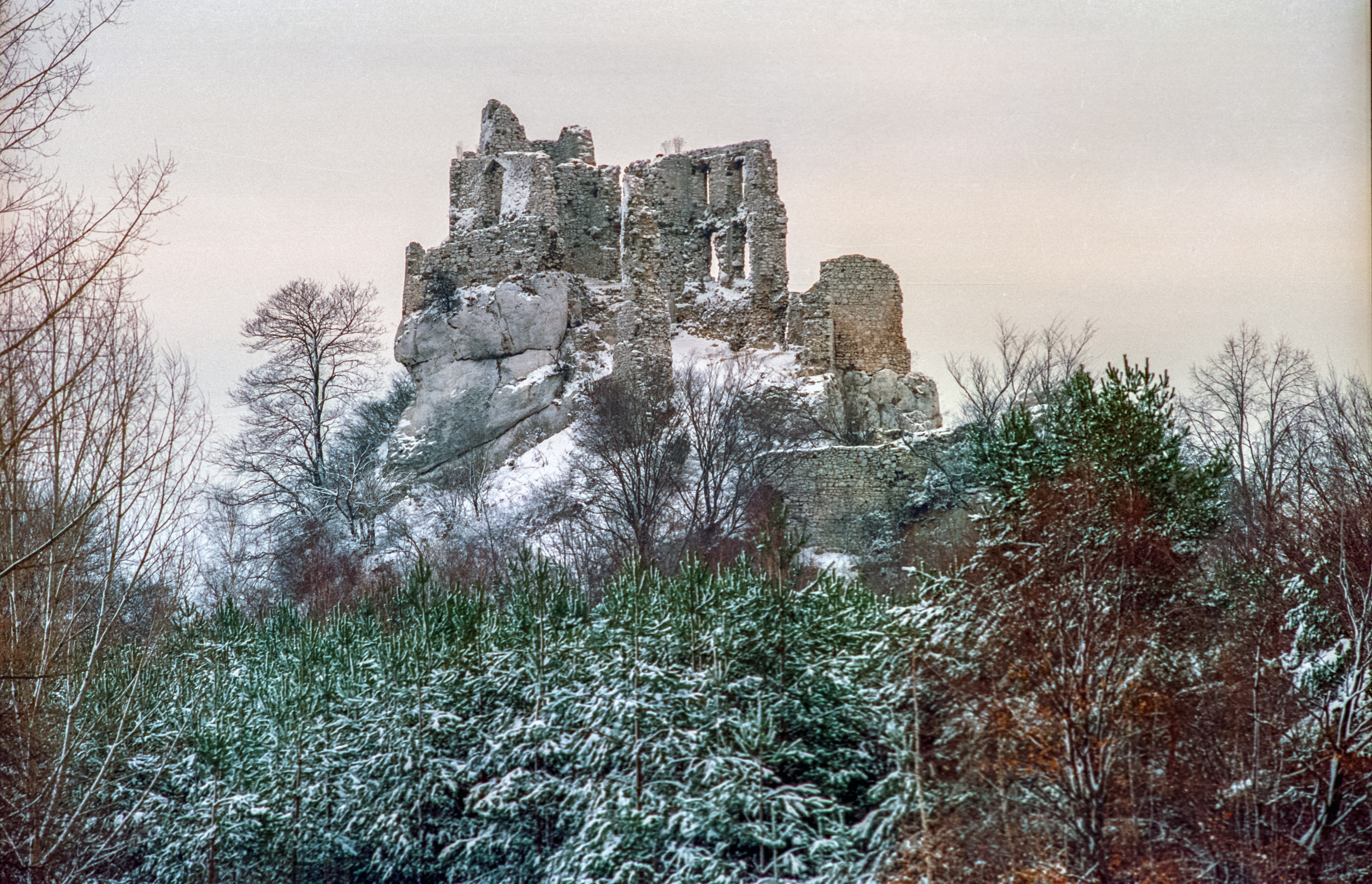
Elewacja północna ruin (1997)
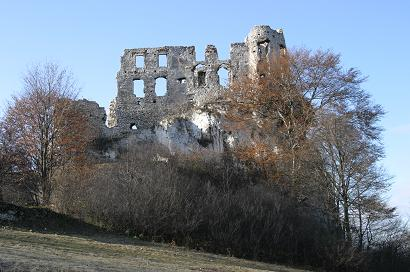
Elewacja południowa ruin (2000)
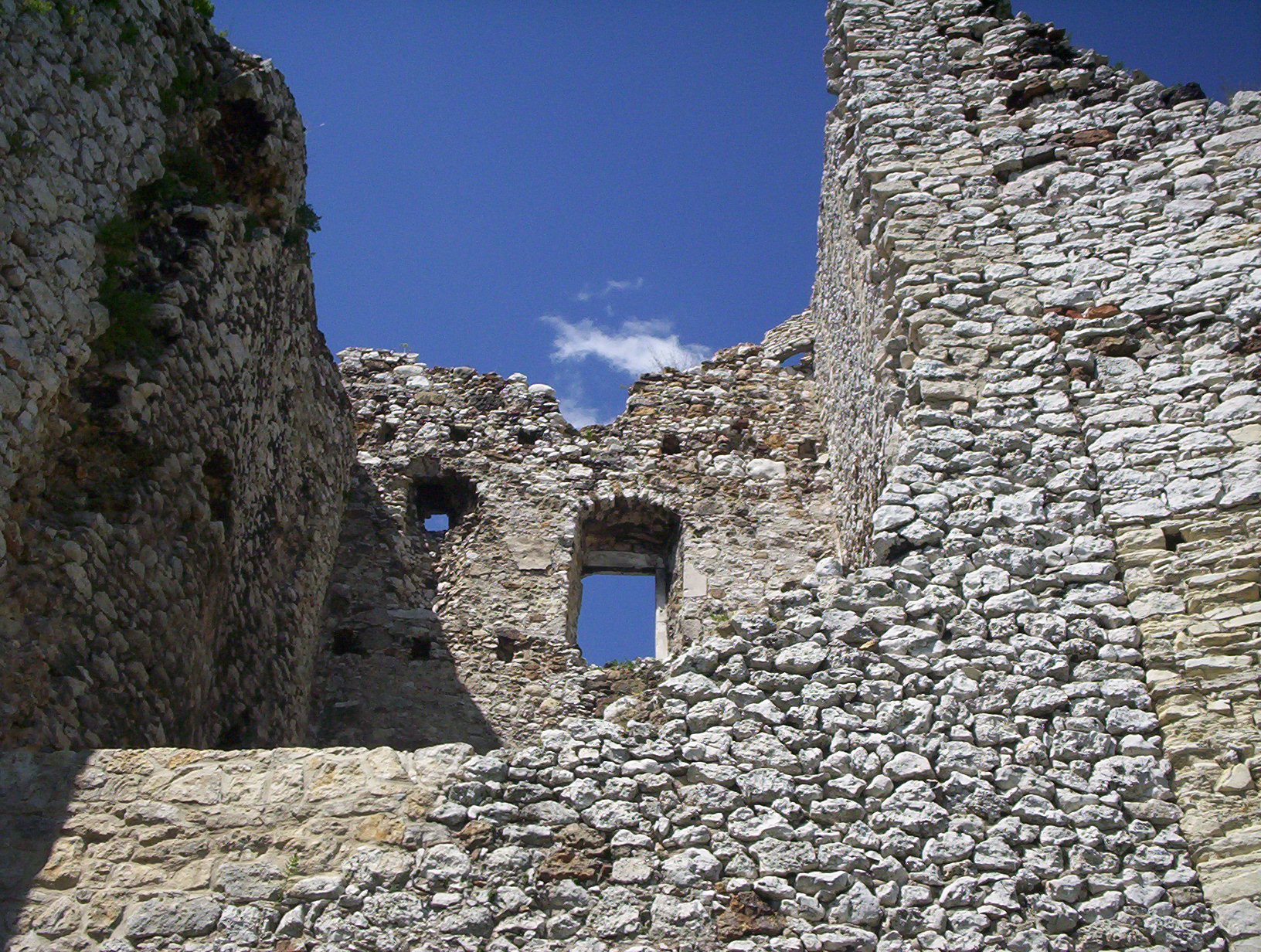
Wnętrza ruin zamkowych (2003)

### XXI wiek

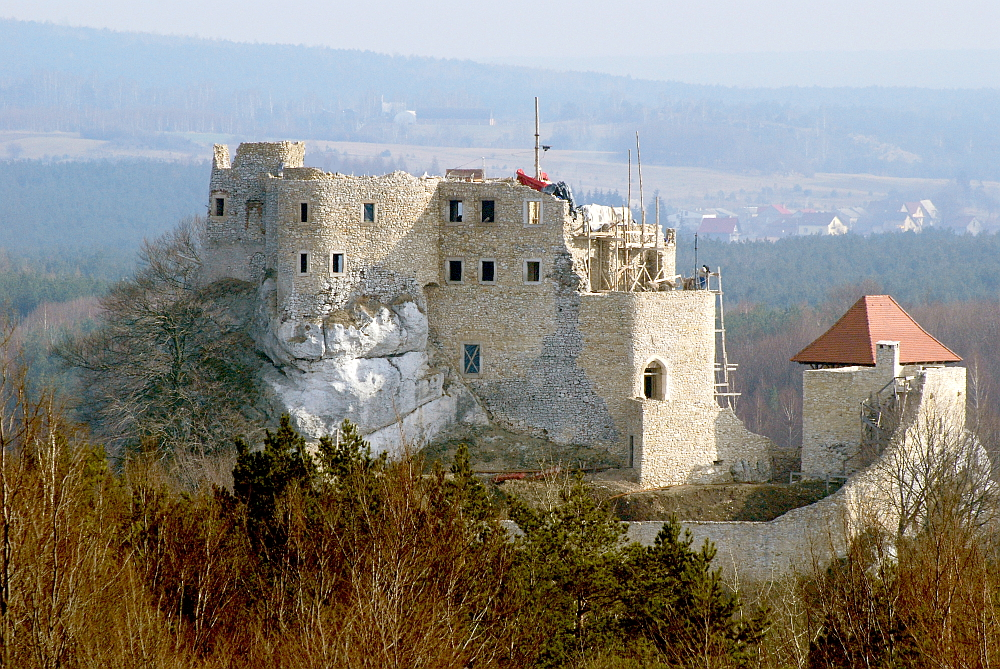
Prace budowlane (2008)

W 2001 roku, na zlecenie Jarosława i Dariusza Laseckich, rozpoczęto rekonstrukcję zamku, poprzedzoną szeregiem konsultacji z polskim środowiskiem naukowym. Rekonstrukcją architektoniczną zamku zajęli się prof. Janusz Bogdanowski, dr Waldemar Niewalda i Marianna Fischingier, badania archeologiczne zostały powierzone prof. Sławomirowi Dryji, dr Stanisławowi Kołodziejskiemu oraz prof. Leszkowi Kajzerowi, konstrukcja zamku przypadła prof. Stanisławowi Kaczmarczykowi i prof. Jerzemu Jasieńko, a architektura krajobrazu prof. Aleksandrowi Böhm i prof. Wojciechowi Kosińskiemu.
W wyniku badania ikonografii i materiałów źródłowych pozyskano informacje na temat dawnego wyglądu bryły zamkowej. Przeprowadzone badania i opinie naukowe wyznaczyły dobór materiałów budowlanych oraz określiły szczegółowe rozwiązania techniczne. Następnie, na podstawie zebranych materiałów, stworzono projekt rekonstrukcji. Do odbudowy Laseccy zatrudniali doświadczonych kamieniarzy i murarzy, do przygotowania zaprawy wykorzystali m.in. płukany piasek rzeczny i wapno gaszone trzymane w dołach przez 30 lat, przypominające stosowane w średniowieczu. Same badania archeologiczne trwały trzy lata, podczas ich trwania udało się odnaleźć, pochodzące z różnych epok, fragmenty ceramiki, kafli, przedmioty żelazne, szklane naczynia oraz monety.
Na wiosnę 2008 roku, rozpoczęto budowę Restauracji „Zamek Bobolice”, a jesienią tego samego roku zamek został przykryty dachem. W czerwcu 2010 roku, w trakcie prac porządkowych, odsłonięto bramę skalną, znajdującą się u podnóży zamku, znaną jako Brama Laseckich. Proces odbudowy trwał łącznie 10 lat, zamek otwarto 3 września 2011 roku, a następnie udostępniono go turystom.

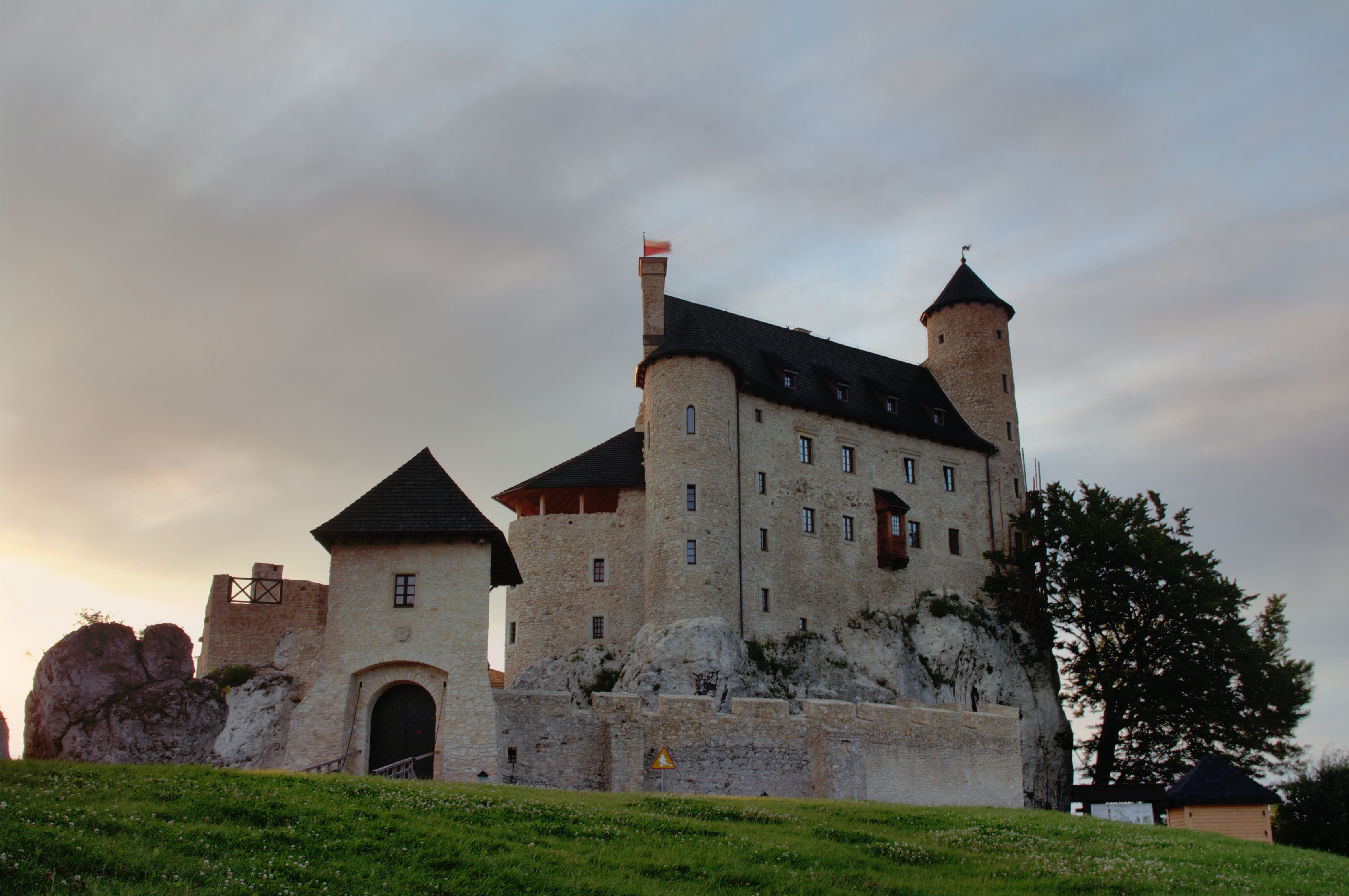
Elewacja południowa
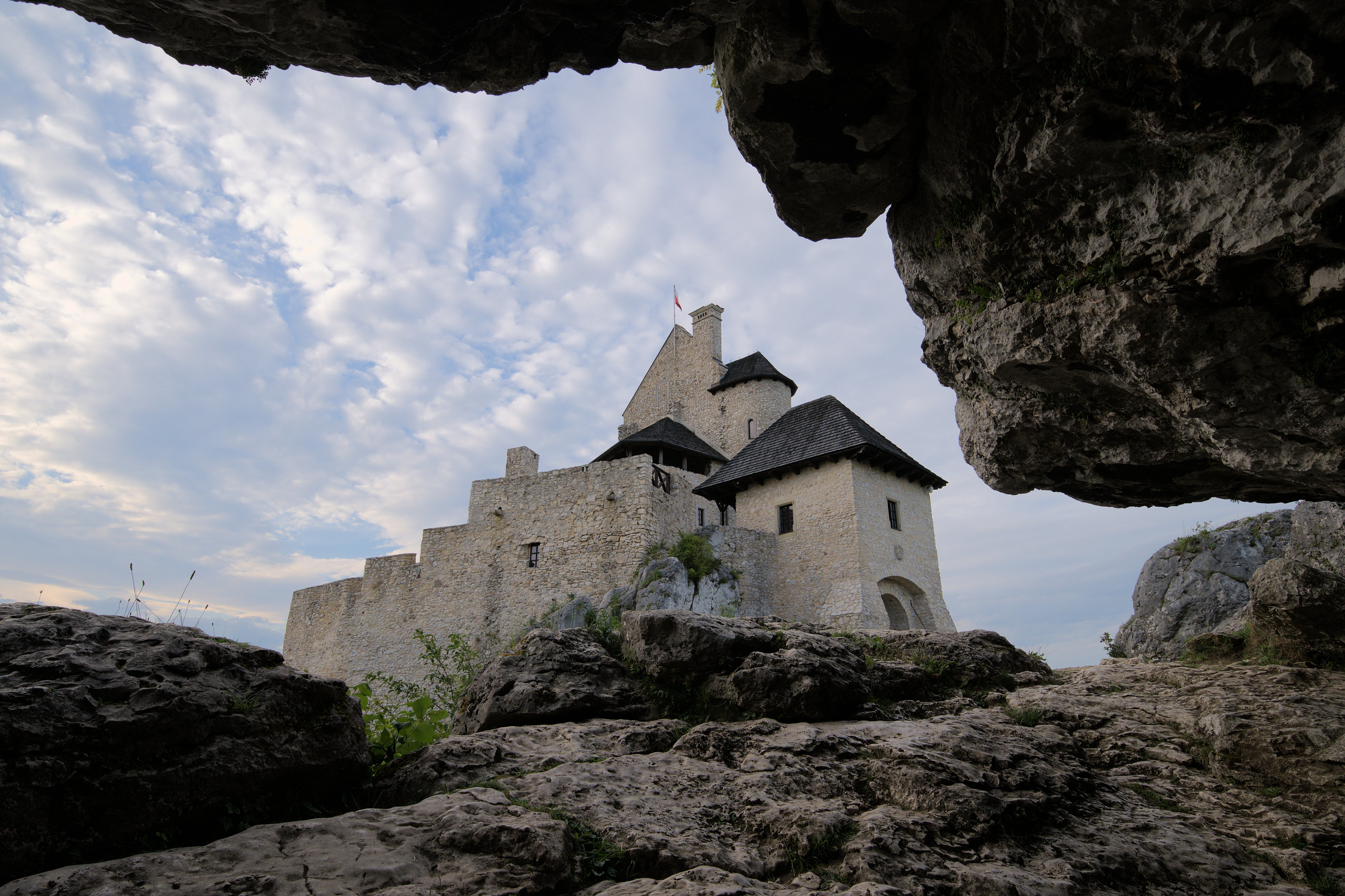
Elewacja zachodnia
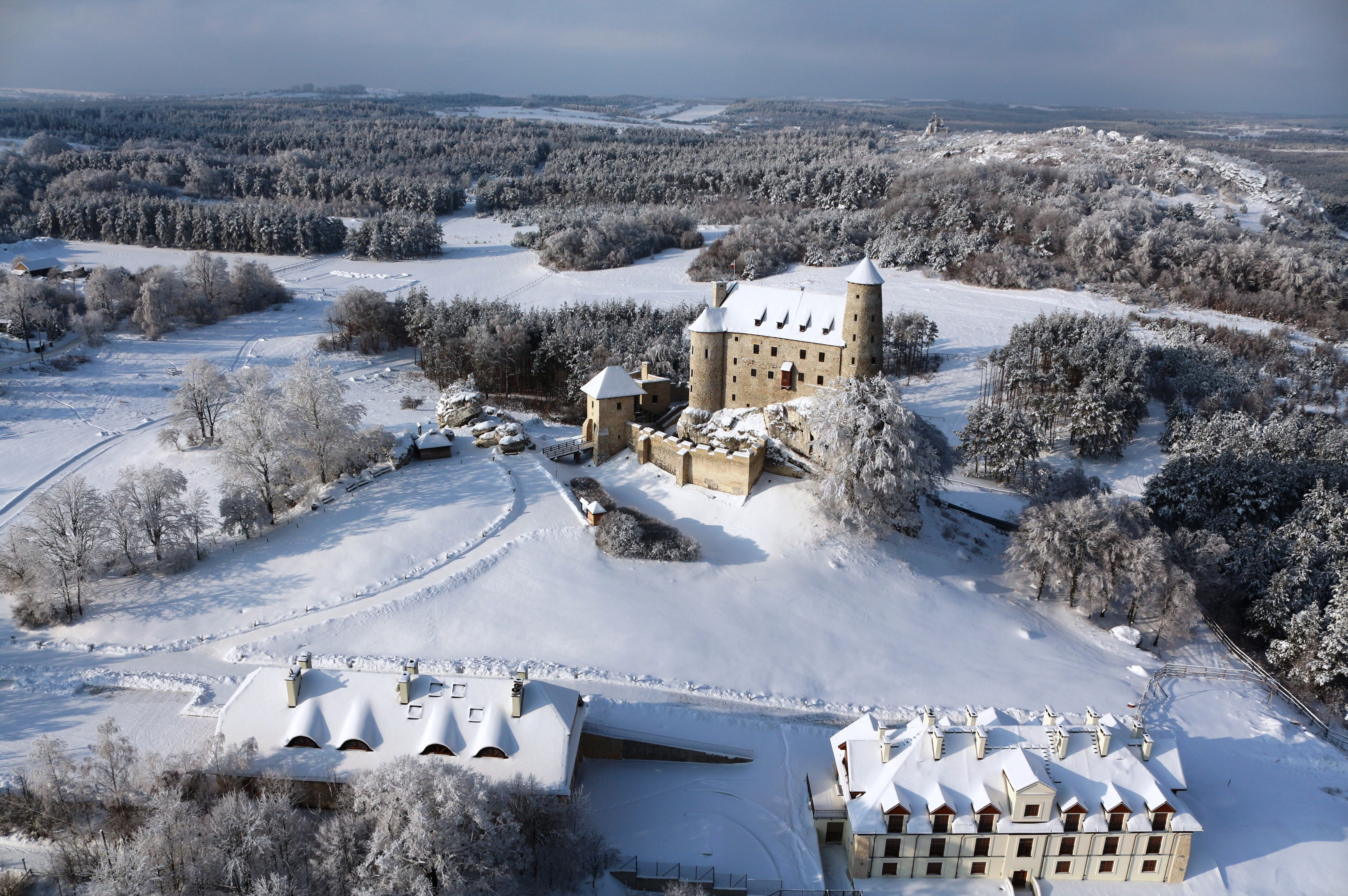
Widok z lotu ptaka

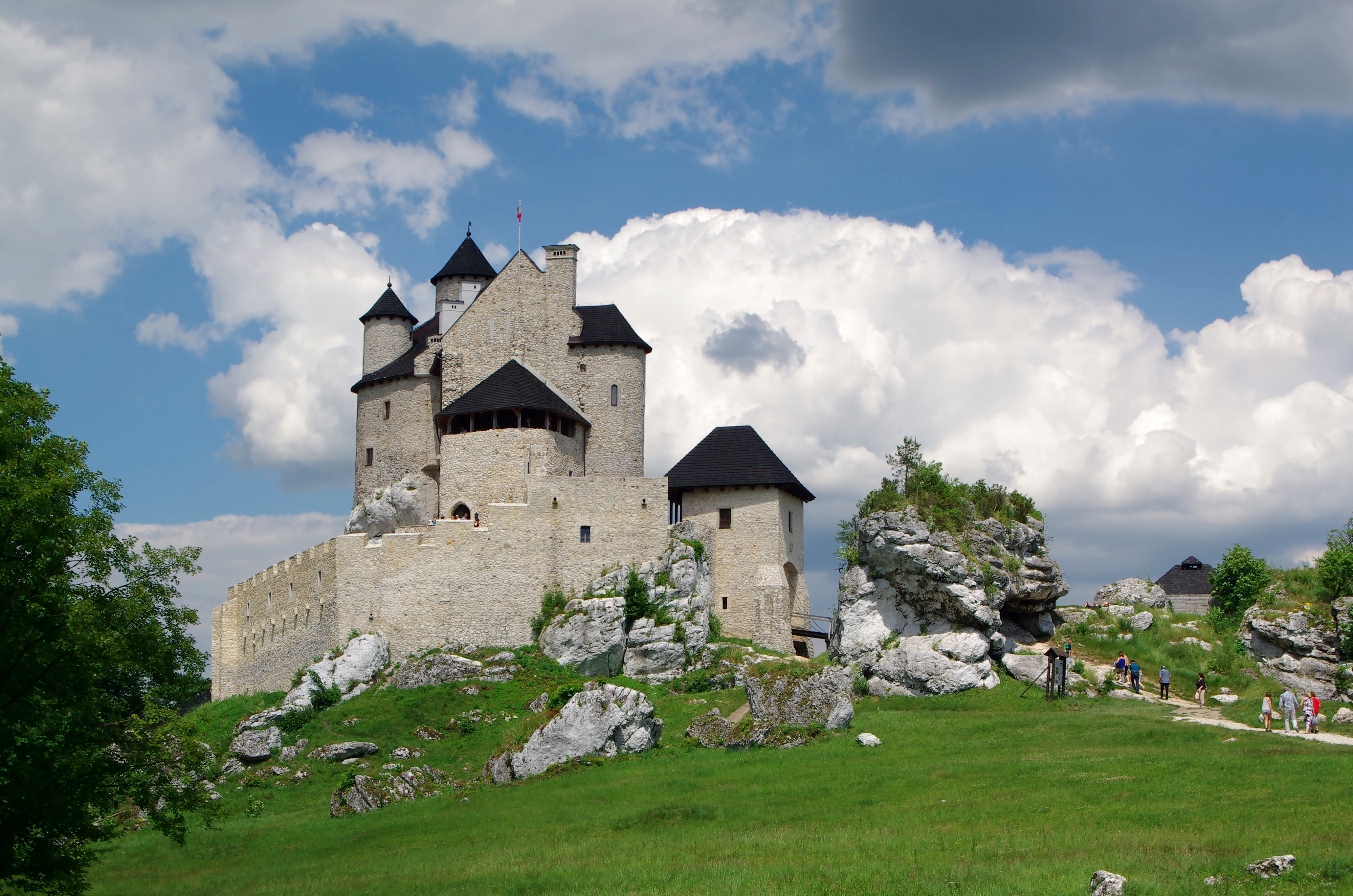
Elewacja zachodnia
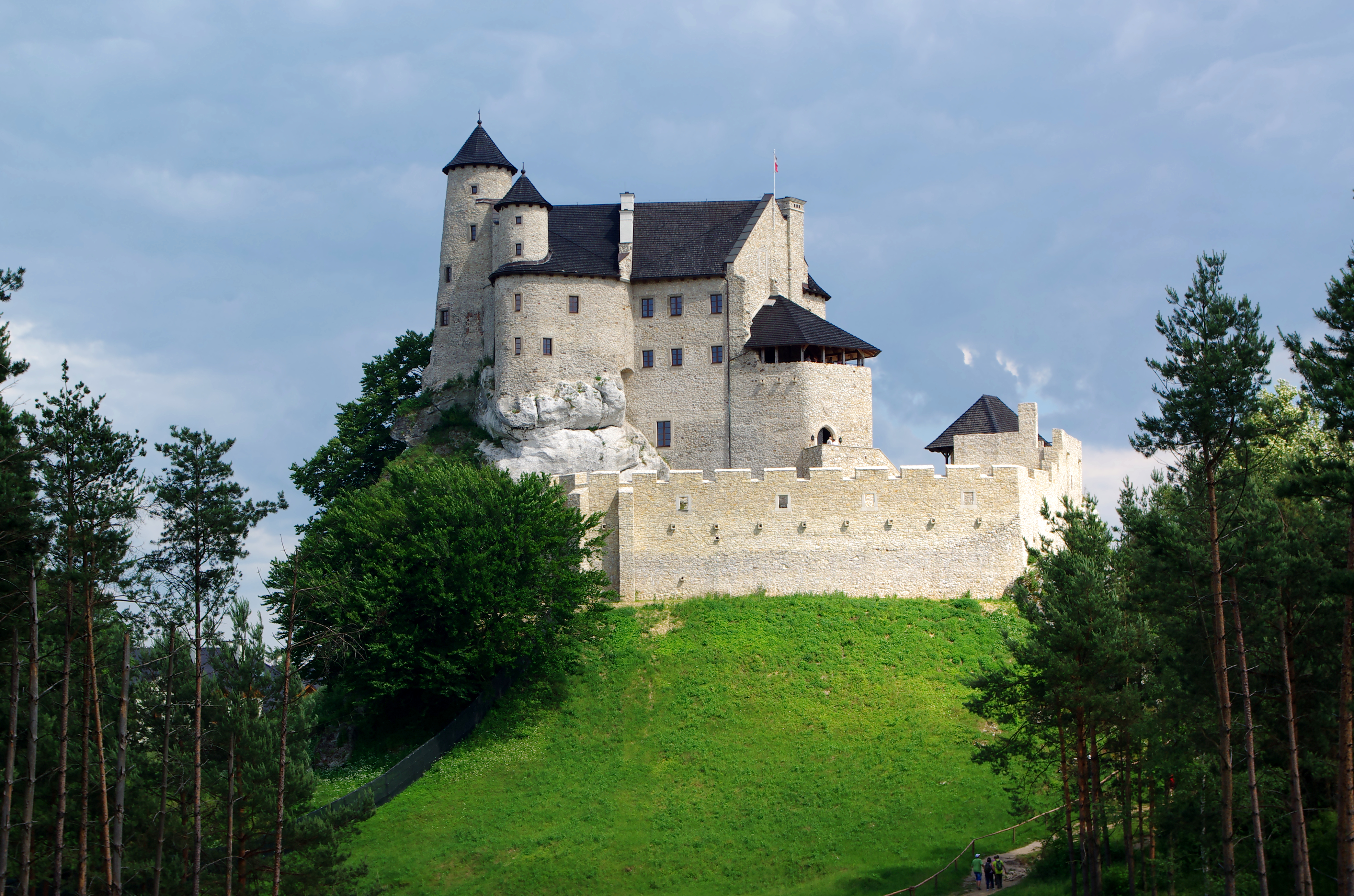
Elewacja północna
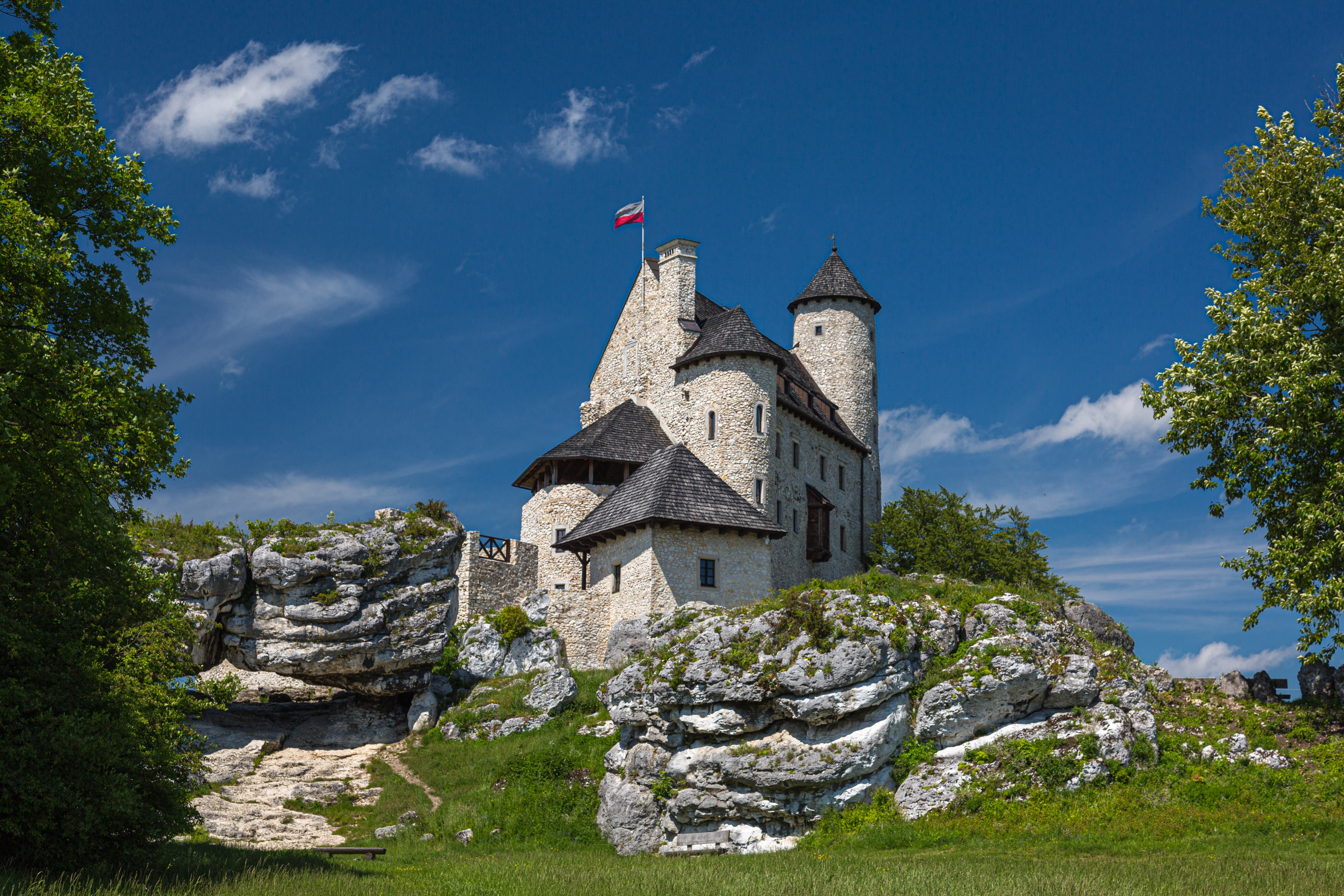
Elewacja południowo-zachodnia
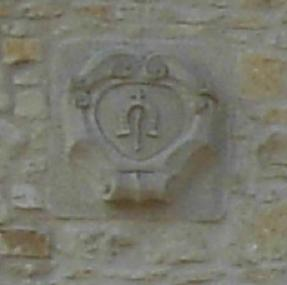
Herb Dołęga, zdobiący bramę wjazdową do zamku
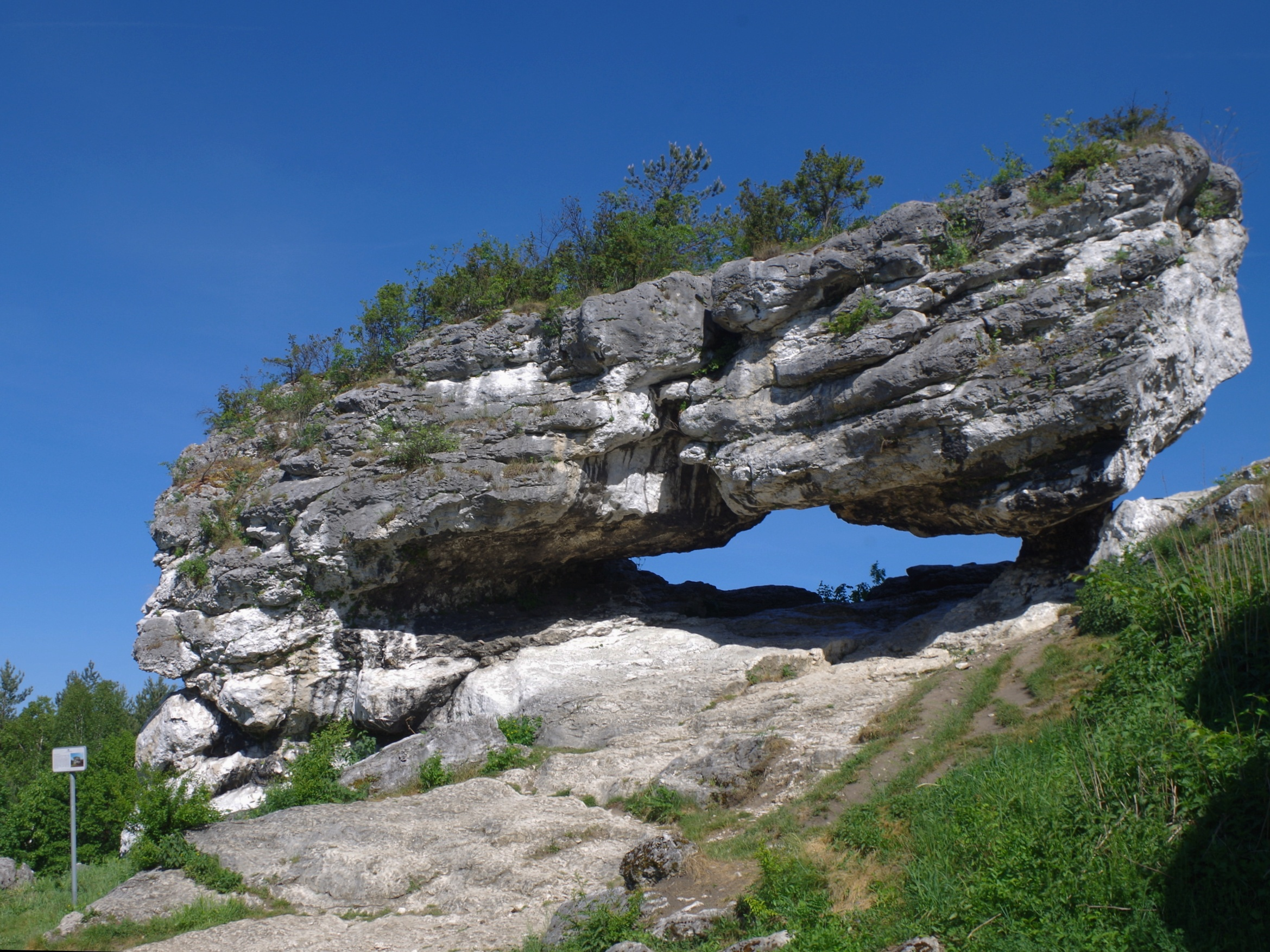
Brama Laseckich

## Architektura

### XIV wiek
Wzniesiony w połowie XIV wieku zamek kazimierzowski posadowiono na szczycie wapiennego wzniesienia, na wysokości 360 m n.p.m. na rozpościerającej się w tym regionie Wyżynie Krakowsko-Częstochowskiej.
Fortyfikacja wzniesiona w XIV wieku na grzbiecie góry, podobnie jak dziś, charakteryzowała się typem nieforemnej architektury, dostosowanej w ten sposób do ukształtowania terenu. Do budowy zamku z XIV wieku wykorzystano wapiennne ostańce. Elementami obronnymi budowli były dwie półokrągłe baszty: jedna znajdowała się w narożniku, a druga w ścianie północnej'. Mur obwodowy również przebiegał nieregularnie, tworząc wydłużoną formę ograniczonej przestrzeni, w której umieszczono nakryty dachem kamieniec i poprzeczne mury wewnętrzne. Profesor Janusz Bogdanowski określa to rozwiązanie jako rodzaj „samorodnego donjonu”. Zgodnie ze stwierdzeniem prof. Jerzego Sperki, zamek w Bobolicach na początku swojego istnienia posiadał własną kaplicę.

### XV wiek
W celu wzmocnienia obronności warowni, w XV wieku zamek poddano modernizacji. Wówczas to zapewne powstały na zamku bobolickim flankujące dzieła obronne, w postaci półbaszt kolistych. Od południa i zachodu do zamku górnego przylegało niewielkie podzamcze, które – jeśli nie było efektem piętnastowiecznej przebudowy – mogło zostać ukształtowane wraz z pierwotnym założeniem już w wieku XIV. Na teren owego podzamcza prowadził wjazd od strony wschodniej. Również przy wznoszeniu i tej partii zamku w mur obwodowy wkomponowano wapienne ostańce. Całość otaczała sucha fosa, a dostęp do wnętrza w czasach nowożytnych prowadził przez zwodzony most i piętrową wieżę bramną.

### XVI wiek
W XVI wieku, około 1560 roku, istniejący stołp zamku został częściowo rozebrany i włączony w strukturę murów wyższych kondygnacji, powstałych w wyniku nadbudowy średniowiecznych ścian zamku dolnego. Również mury zostały podwyższone, co doprowadziło do utworzenia dodatkowego piętra. W rezultacie powstały nowe pomieszczenia mieszkalne, a cała warownia zyskała nowy charakter rezydencji rodowej Krezów herbu Ostoja. Od strony wschodniej wzniesiono basteję o podkowiastym kształcie, charakteryzującą się funkcją obronną. Jej zadaniem była kontrola nad bramą wjazdową prowadzącą na zewnętrzny dziedziniec zamkowy, który od strony południowo-zachodniej został otoczony murem obwodowym oraz zabudowaniami gospodarczymi należącymi do zamku. Dziedziniec został podzielony na dwie części: strefę gospodarczą oraz bardziej reprezentacyjną. Główne wejście rozbudowano, zachowując średniowieczny portal ostrołukowy. W tym okresie zamek nie posiadał jeszcze wieży zamkowej, powstałej później w wyniku częściowej adaptacji wcześniejszego stołpu, ani kamiennych schodów wejściowych, umiejscowionych wzdłuż ściany południowej. Można jednak stwierdzić, że w wyniku dokonanych zmian budowla o średniowiecznym charakterze została przekształcona w rezydencję renesansową.

### XVII–XIX wiek
Wbrew przyjętej opinii to jednak nie Krezowie nadali zamkowi ostateczny renesansowy wygląd. Zgodnie z badaniami, przeprowadzonymi na terenie zamku, musiało to nastąpić w XVII stuleciu, kiedy to na zamku panował ród Fogelwederów. W miejsce średniowiecznego stołpu, częściowo z wykorzystaniem starych murów, dobudowana zostaje główna wieża zamku. Budowla otrzymuje kształt bardziej nawiązujący swą sylwetką do zamku z typowym korpusem głównym i górującą nad nim wieżą, jakich wiele można spotkać w Austrii czy Szwajcarii, skąd pochodzili Fogelwederowie. Główne wejście do zamku zostaje wzbogacone o wygodne kamienne schody, a loggia nad wejściem, otrzymuje reprezentacyjny charakter. W tym czasie w rejonie wjazdu na dziedziniec zamkowy powstaje, zintegrowany z murem obwodowym, nowy budynek bramy wjazdowej, z pomieszczeniem dla straży na pierwszej kondygnacji oraz budynek kordegardy. Budynek bramny wzniesiony na rzucie nieregularnego czworoboku z dwoma przyporami jest na tyle solidny że można w nim zamontować mechanizm podnoszenia mostu zwodzonego przerzuconego nad suchą fosą przed zamkiem. Na pierwszej kondygnacji budynku bramnego znajduje się pomieszczenie straży z trzema oknami, wychodzącymi na wschód, zachód i południe. Loggia nad wejściem jest nakryta kopułą z tarasem na wyższej kondygnacji. Komnatom zostaje nadany bardziej reprezentacyjny charakter, a klatka schodowa otrzymuje nowoczesne rozwiązanie, windę towarową z kuchni na wyższe kondygnacje. Wtedy też na ostatnim piętrze podkowiastej bastei powstaje kaplica zamkowa.
Taki charakter budowli utrzymywał się nieprzerwanie do XIX wieku.

### XXI wiek
Współczesny zamek składa się z dwukondygnacyjnego budynku mieszkalnego z basztą i odpowiada w znacznym stopniu formie, jaką posiadał po jego rozbudowie w XVII wieku przez ród Fogelwederów. Jedynie południowa część zamku nie została zrekonstruowana i obecnie jest przykryta wtórnym zadaszeniem, gdyż nie było wystarczających przesłanek do odtworzenia loggii wejściowej i pomieszczeń pierwszej oraz drugiej kondygnacji tej części zamku, a jego dach pokryty jest gontem. Dostęp do budynku zapewnia most zwodzony, prowadzący nad suchą fosą. Zamek otoczony jest murami z blankami, wykonanymi z białego wapienia, które stanowią element charakterystyczny dla tego typu budowli obronnych.

## Kontrowersje
Odbudowa zamku spotkała się z krytyką ze strony części specjalistów. Według dr. Tomasza Ratajczaka z UAM, dokonano jej przy braku źródeł mogących rzucać światło na rzeczywisty dawny wygląd zamku, ponieważ najstarsze zachowane przekazy ikonograficzne dotyczą jedynie ruiny z XVIII w. Uniemożliwiało to zatem zrekonstruowanie historycznej formy zamku, która do dziś pozostaje nieznana. Projekt odbudowy oparto natomiast na analogii względem podobnych budowli osadzając go na zachowanych obrysach murów. Projektowi zarzuca również niekonsekwencję w postaci próby odtworzenia bryły zamku z okresu nowożytnego przy jednoczesnej stylizacji na obiekt średniowieczny (między innymi manipulując formą murów oraz wież). Miało to doprowadzić do powstania obiektu o formie nie mogącej istnieć w epoce, fałszując tym samym historyczne rozwiązania architektoniczne. Według krytyków inwestycja nie ma zatem nic wspólnego z prawidłowo wykonaną rekonstrukcją, a obecny obiekt jest jedynie współczesną budowlą wzniesioną na ruinach, niszcząc walory historyczne tego miejsca.
Krytyka odbudowy ze strony dr. Ratajczaka została uznana przez Jarosława Laseckiego za „naruszenie dóbr osobistych” i jako taka skierowana przez niego na drogę sądową. Pozew został jednak oddalony przez sąd pierwszej instancji oraz sąd apelacyjny.
Według prof. Ryszarda Kantora, odbudowa spotkała się z poparciem środowisk naukowych, natomiast prof. Władysław Łosiński stwierdził, że konflikt związany z odbudową opierał się na polemice z teoretykami konserwacji, którzy sprzeciwiali się jakiejkolwiek ingerencji w zamek, jednocześnie upierając się przy zachowaniu go w formie „trwałej ruiny”. Wszystkie prace na zamku odbywały się na podstawie wymaganych zgód i pozwoleń (w tym decyzji Wojewódzkiego Konserwatora Zabytków).

## Legendy

### Legenda o Bobolu i Mirze

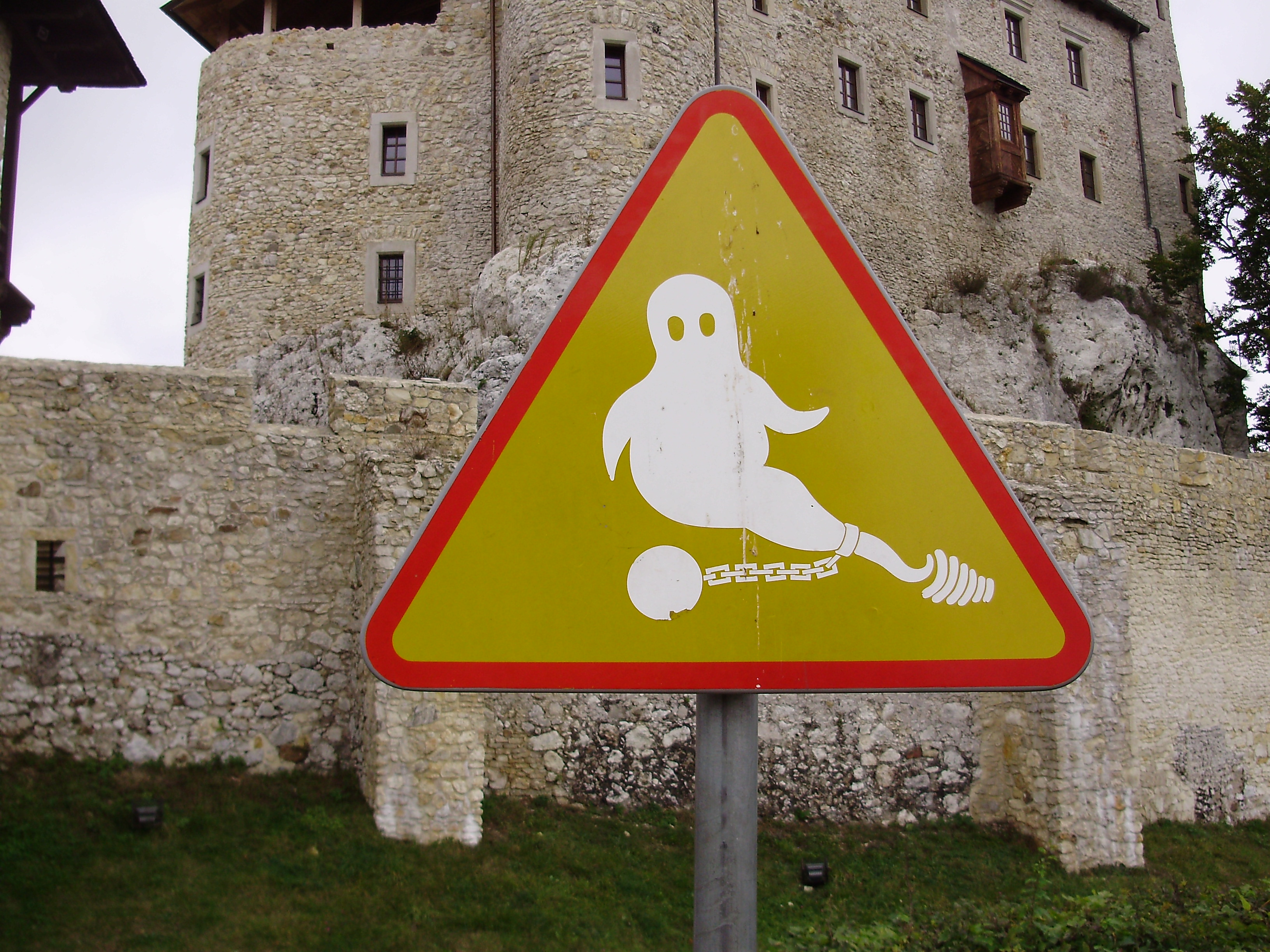
Ostrzeżenie przed duchami na Zamku w Bobolicach

Zgodnie z legendą, w przeszłości, na zamku Bobolice i zamku Mirów, żyło dwóch braci – jeden o imieniu Bobol, a drugi o imieniu Mir. Byli do siebie na tyle podobni, że nawet służba miała trudności z ich odróżnieniem. Bracia byli właścicielami obu zamków, a ich życie było dostatnie, głównie dzięki skarbom przywiezionym z licznych wypraw wojennych, które gromadzili w podziemnym tunelu łączącym zamki. Ich skarby były strzeżone przez starą, okrutną czarownicę o czerwonych ślepiach oraz złego ducha, w ciele wielkiego bernardyna.
Bracia żyli w doskonałej zgodzie, a ich więź była niezwykle silna. Jednak ich relacja została wystawiona na próbę, gdy Bobol przywiózł z wojennej wyprawy piękną białogłowę, którą pojął za żonę. Jego brat Mir zakochał się w niej i kochankowie spotykali się w tunelu łączącym zamki. Bobol zaskoczył ich tam kiedyś na miłosnej schadzce i ze złości zasztyletował brata, a piękną białogłowę żywcem zamurował w tunelu łączącym zamki. Od tego czasu duch Białej Damy ukazuje się w murach Zamku Bobolice.

### Legenda o skarbie zamkowym
Inna legenda mówi o ogromnych skarbach ukrytych w tunelu łączącym Zamek Bobolice z Zamkiem Mirów, które pilnuje stara czarownica, o czerwonych ślepiach oraz towarzyszący jej, czarny bernardyn. Do skarbu można się dostać tylko wtedy, gdy czarownica odlatuje na swej miotle na sabat na Łysą Górę, a pies, który uprzednio zjadł upieczonego barana, zapada w głęboki sen. Do tej pory nie udało się upiec barana w czasie sabatu czarownic.

## Zamek w kulturze
Zamek występował w filmie Andrzeja Wajdy z 2016 roku, pt. Powidoki. W 2017 roku w jego plenerach powstały zdjęcia do serialu telewizyjnego Korona królów.
Dodatkowo, kręcono tu sceny do teledysku animacji Disneya, Merida Waleczna .

## Szlaki
- – Szlak Orlich Gniazd[6].
- – Szlak Zamonitu[6].
- – Szlak rowerowy Myszków-Siewierz[6].
- – Transjurajski Szlak Konny[6].